# Luigi Piotti
Luigi Piotti (27 de outubro de 1913 – 19 de abril de 1971) foi um automobilista italiano que participou de 5 Grandes Prêmios de Fórmula 1 de 1955 até 1958.